# Huub Harings
Hubert "Hub" Harings (Heerstraat, 31 januari 1939) is een voormalig Nederlands wielrenner.

## Biografie
Harings was professioneel wielrenner van 1963 tot 1971. Hij stamt uit een Limburgse wielrennersfamilie en is de broer van de oud renners Hay, Frits, Jan en Ger en is een oom van Jan, Patrick en Peter Harings. Alvorens hij eind 1963 op 24-jarige leeftijd overstapte naar de profs had hij vijf jaar als amateur gereden. Zijn specialiteit was de cyclocross. In 1963 werd hij voor het eerst Nationaal Kampioen in deze discipline. (In 1962 was Hub ook al bekroond tot Nederlands kampioen bij het officieuze kampioenschap van Nederland) In dat jaar werd dit kampioenschap voor het eerst verreden en reden amateurs en profs een gezamenlijke wedstrijd. Hij zou dit Nationaal Kampioenschap in totaal zes maal winnen en in 1964 en 1968 werd hij beide malen tweede.
Als amateur won hij in 1959  een etappe in Olympia’s Tour en in 1961 en 1962 won hij beide keren de prestigieuze amateurklassieker Romsée-Stavelot-Romsée in de Ardennen, een terrein waar hij zich bijzonder goed thuis voelde.
Bij de professionals won hij in 1965 de Tour du Condroz en werd hij in 1966 tweede in de etappekoers Parijs-Luxemburg. Verder nam hij 4x deel aan de Ronde van Frankrijk, waarvan hij twee maal de eindfinish haalde. 
In 1967 en 1968 werd hij beide malen zesde bij het WK cyclocross.

## Belangrijkste overwinningen en ereplaatsen
1959
- 1e in de 3e etappe deel a Olympia’s Tour

1961
- 1e in Romsée-Stavelot-Romsée

1962
- 1e in Romsée-Stavelot-Romsée
- 3e in de 1e etappe Triptyque Ardennais
- 2e in de 3e etappe Triptyque Ardennais
- 2e in het eindklassement Triptyque Ardennais
- 1e bij het 1e officieuze Nederlands kampioenschap veldrijden

1963
- 1e bij het 1e Nederlands kampioenschap veldrijden, elite

1964
- 2e bij het Nederlands kampioenschap veldrijden, elite
- 2e in de 2e etappe Ronde van België voor onafhankelijken
- 2e in de veldrit Zonhoven

1965
- 1e in de Tour de Condroz

1966
- 1e bij het Nederlands kampioenschap veldrijden, elite
- 1e in Boom
- 3e in de 3e etappe Parijs-Luxemburg
- 2e in het eindklassement Parijs-Luxemburg

1967
- 1e bij het Nederlands kampioenschap veldrijden, elite
- 1e in de cyclocross van Huijbergen
- 3e in de 1e etappe Ronde van Zwitserland
- 2e in de 5e etappe Ronde van Zwitserland

1968
- 2e bij het Nederlands kampioenschap veldrijden, elite
- 1e in de cyclocross van Huijbergen
- 1e in de cyclocross van Asse-Krokegem
- 1e in Melsele

1969
- 1e bij het Nederlands kampioenschap veldrijden, elite
- 1e in de cyclocross van Huijbergen

1970
- 1e bij het Nederlands kampioenschap veldrijden, elite
- 1e in Gemert

1971
- 3e bij het Nederlands kampioenschap veldrijden, elite

## Resultaten in voornaamste wedstrijden
| Jaar | Ronde van Italië | Ronde van Frankrijk | Ronde van Spanje |
| ---- | ---------------- | ------------------- | ---------------- |
| 1965 |                  | 32e                 |                  |
| 1966 |                  | buiten tijd         |                  |
| 1967 |                  | 75e                 |                  |
| 1968 |                  |                     |                  |
| 1970 |                  | opgave              |                  |

| Jaar | Amstel Gold Race |
| ---- | ---------------- |
| 1965 |                  |
| 1966 | 28e              |
| 1967 | 43e              |
| 1968 | 11e              |
| 1970 |                  |

## Eerbetoon
In november 2024 ontving Harings de oeuvreprijs tijdens het Limburgs Wielergala.